# SMS A 32
SMS A 32 byla torpédovka třídy A26 německého císařského námořnictva z doby první světové války. Ve službě byla od roku 1916. Dne 7. listopadu 1917 v bouři ztroskotala na ostrově Saaremaa. Roku 1923 byla vyzvednuta, opravena a v srpnu 1924 zařazena do estonského námořnictva jako Sulev. Po okupaci Estonska plavidlo ukořistil Sovětský svaz, který ho 6. srpna 1940 zařadil do svého baltského loďstva. V říjnu 1940 byla převedena jako strážní loď k pobřežní stráži NKVD pod jménem Ametist. Od roku 1945 sloužila k výcviku. Roku 1955 byla sešrotována.

## Stavba

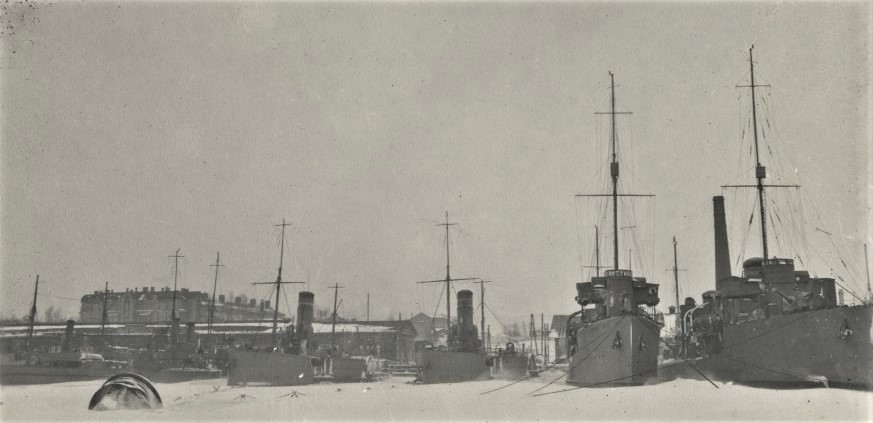
Estonské válečné lodě v přístavu v zimě. Zprava: Vambola, Lennuk, Ristna, Suurop, pomocná loď Jaan Poska a torpédovka Sulev

Plavidlo postavila německá loděnice Schichau-Werke v Elbingu. Stavba byla zahájena v roce 1916. Na vodu bylo spuštěno 15. července 1916 a do služby bylo přijato v říjnu 1916.

## Konstrukce
Torpédovka byl vyzbrojena dvěma 75mm kanóny Canet a dvojitým 450mm torpédometem. Dále mohla nést deset min. Pohonný systém tvořil kotel Marine a turbína Schichau o výkonu 3250 hp, pohánějící jeden lodní šroub. Nejvyšší rychlost dosahovala 24 uzlů. Dosah byl 600 námořních mil při rychlosti dvanáct uzlů.